# Naftali Bennett
Naftali Bennett (em hebraico:  נַפְתָּלִי בֶּנֶט; nascido em 25 de março de 1972) é um político israelense que serviu como Primeiro-ministro de Israel, de junho de 2021 até  junho de 2022. Anteriormente, de 2013 a 2019, foi Ministro de Assuntos da Diáspora e, de 2019 a 2020, Ministro da Defesa. Bennett é cofundador e líder do partido Nova Direita (HaYamin HeHadash) desde 2018. De 2012 a 2018, havia liderado o  partido sionista religioso de extrema-direita Lar Judaico.
Nascido e criado em Haifa, filho de imigrantes dos Estados Unidos, Bennett serviu nas forças especiais do exército israelense (o Sayeret Matkal e Maglan), onde comandou operações de combate, e depois se tornou um empresário no setor de informática. Em 1999, ele cofundou a Cyota, empresa de cibersegurança especializada em operações antifraude e de segurança online, notadamente e-banking e e-commerce. Em dezembro de 2005, a Cyota foi comprada pela RSA Security.  por 145 milhões de dólares. Bennett também foi CEO da Soluto, um serviço israelense de computação em nuvem, vendido em 2013, por um valor entre USD 100 e USD 130 milhões.
Bennett entrou na carreira política em 2006, servindo como Chefe de Gabinete do primeiro-ministro Benjamin Netanyahu até 2008. Em 2011, junto com Ayelet Shaked, ele confundou o movimento extra-parlamentar Yisra'el Sheli ("Meu Israel"). Em 2012, Bennett foi eleito como líder do partido Lar Judaico. Nas eleições para o Knesset em 2013, seu partido ganhou doze assentos no parlamento. Ele serviu no governo de Netanyahu ministro das pastas da Economia e de Serviços Religiosos de 2013 a 2015 e, de 2015 a 2019, foi ainda ministro da Educação. Em dezembro de 2018, Bennett deixou o Lar Judaico para fundar o partido Nova Direita, a fim de fazer oposição a Netanyahu.
Em 2 de junho de 2021, Bennett assinou um acordo para formar, com Yair Lapid, um governo de alternância, no qual Bennett seria o primeiro-ministro até 2023, quando Lapid assumiria o cargo por mais dois anos. Bennett foi empossado no parlamento israelense como chefe de governo em 13 de junho de 2021. Ele é o segundo primeiro-ministro de Israel (depois de Netanyahu) que nasceu após a fundação do país.

## Biografia

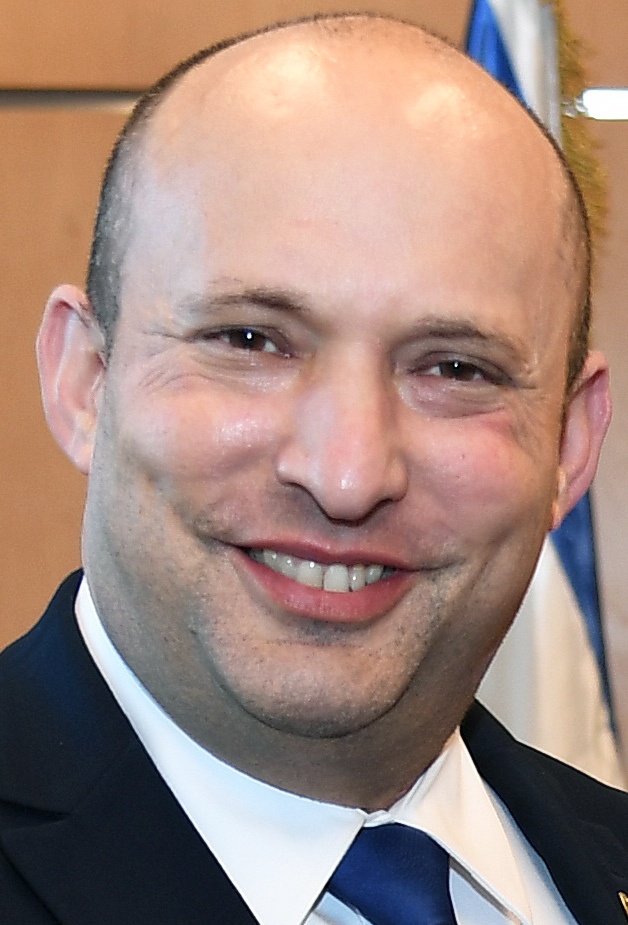
Naftali Bennet.

Bennett, nascido em Haifa, é um dos três filhos de Jim e Myrna Bennett, judeus americanos que emigraram para Israel, após terem se mudado para San Francisco após o Guerra dos Seis Dias. Frequentou a Yeshivá Yawne em Haifa. Embora os seus pais não fossem muito religiosos, envolveu-se numa organização juvenil sionista religiosa, a Bnei Akiva.
Durante o período em que serviu nas Forças Armadas de Israel, integrou as unidades Sayeret Matkal e Maglan como comandante de companhia e continua a servir na reserva, no posto de Major. Em 1996, participou na ofensiva israelita contra o Hezbollah no Líbano. Em 18 de Abril, enquanto a sua unidade estava sob fogo de morteiro, apoio aéreo, que resulta no bombardeio da aldeia de Qana, que albergava um edifício das Nações Unidas e muitos refugiados, matando 102 civis e 4 capacetes azuis.
Após o serviço militar, Bennett formou-se em Direito na Universidade Hebraica de Jerusalém. Mudou-se para o Upper East Side, em Nova York para construir uma carreira como empresário de software. Em 1999, ele foi um dos fundadores da Cyota, empresa de software antifraude, da qual tornou-se  CEO. A empresa foi vendida em 2005 para a RSA Security, por 250 milhões de dólares.
Assim que se desfez de sua empresa, Bennett voltou a Israel e casou-se com Gilat, que era então judia secular mas, seguindo seu marido passou a observar o Shabbat e o kashrut.  O casal tem quatro filhos e vive em Ra'anana. Bennett é religioso praticante.

## Posições políticas
As posições de Bennett foram descritas como ultranacionalistas. Ele próprio se descreve, e foi descrito,  como "mais à direita" do que Netanyahu.  Bennett também foi rotulado como um político de extrema-direita, "pragmático" e "oportunista". Opõe-se à criação de um Estado palestino, e defende o corte de impostos.
Em 2012, apresentou um projeto denominado "Iniciativa para a Estabilidade de Israel", no qual defendeu a anexação imediata da  Área C da Cisjordânia, que representa 62% do território. Em 2018, defendeu a anexação de todos os territórios palestinos.
Em 2018, Bennett apoiou a aprovação da controversa Lei do Estado-nação do povo judeu.